# بيت الحبشي (الرجم)

تعديل مصدري - تعديل

بيت الحبشي هي إحدى قرى عزلة بني الغسال بمديرية الرجم التابعة لمحافظة المحويت، بلغ تعداد سكانها 43 نسمة حسب تعداد اليمن لعام 2004.